# Elías Valiña
Elías Valiña Sampedro, conocido por el cura del Cebreiro (o en gallego, O cura do Cebreiro), nació en aldea de Mundín, parroquia de Santa María de Lier (Sarria, Lugo) el 2 de febrero de 1929 y falleció el 11 de diciembre de 1989. Fue un sacerdote y escritor español. Para muchos el gran impulsor del auge de las actuales peregrinaciones a Santiago de Compostela que se viene experimentando desde las dos últimas décadas del siglo XX, especialmente desde el jacobeo de 1993.

## Trayectoria
Licenciado en Derecho Canónico por la Universidad Pontificia de Comillas en 1959 y doctorado en la Universidad Pontificia de Salamanca en 1965. Fue párroco de El Cebrero desde 1959, promovió la restauración del poblado de El Cebrero, finalizada en 1971 con la inauguración del Museo Etnográfico. 
En 1982 dirige la publicación, por encargo de la secretaria general de Turismo, de la Guía del Peregrino. Camino de Santiago. Desde 1985, como Comisario Coordinador del Camino, promueve la creación de la mayoría de las asociaciones jacobeas españolas y dirige el Boletín del Camino de Santiago en su primera etapa. Fue un estudioso del Camino de Santiago que señalizó con flechas amarillas la ruta del Camino Francés. Recuperó numerosos tramos perdidos a lo largo de esta ruta, desde Francia a Galicia.

## Obras
- El Camino de Santiago: estudio histórico-jurídico, CSIC, Madrid, 1971 (Premio Antonio de Nebrija 1967). ISBN 978-92-0-003377-3
- Caminos a Compostela, Faro de Vigo, 1971
- Catálogo de los archivos parroquiales de la Diócesis de Lugo, Diputación Provincial de Lugo, 1991 (Premio José María Cuadrado 1972).
- El Camino de Santiago. Guía del peregrino, 1985, León, Editorial Everest. ISBN 978-84-241-4200-1.

Dirigió, además, el Inventario artístico de Lugo y su provincia (1975) y el Inventario del patrimonio arquitectónico de la provincia de Lugo (1980-1983).

## Reconocimientos
- Premio "Elías Valiña". Creado por la Consejería de Turismo de la Junta de Galicia en 1996, de carácter anual, «para premiar el esfuerzo revitalizador y promocional de los caminos de Santiago en el ámbito de las asociaciones e instituciones jacobeas».[4][5][6] Actualmente lo concede la Consejería de Cultura de la misma entidad.[7]